# Blaine Sexton
Pour les articles homonymes, voir Sexton.
Temple de la renommée Royaume-Uni : 1950
Blaine Nathaniel Sexton (né le 3 mai 1892 à Windsor (Nouvelle-Écosse), mort le 29 avril 1966 à Folkestone) est un joueur britannique de hockey sur glace.

## Carrière

### Militaire
Au moment de la Première Guerre mondiale éclate, Sexton rejoint le Corps expéditionnaire canadien et est affecté en 1916 au Royaume-Uni en tant qu'officier d'infanterie. Alors qu'il combat sur le front de l'Ouest en France, il est blessé deux fois avant d'être transféré dans la cavalerie et devient le champion de sabre de l'armée canadienne.

### Sportive
Il est élève du King's College School, quand il découvre le hockey. En 1910, il intègre l'armée canadienne. Son premier club au Canada est les Swastikas de Windsor (en).
Après la guerre, il retourne en Nouvelle-Écosse avec une femme qu'il a rencontrée et épousée alors qu'il était en poste en Angleterre. En 1922, ils retournent au Royaume-Uni, car sa femme a le mal du pays, et s'installent à Londres. Il crée une maison de courtage de nourriture en conserve.
À l'automne 1924, Blaine Sexton fonde les Lions de Londres qui sont principalement des Canadiens expatriés. Les Lions se qualifient pour la finale de la Coupe de Davos le 1er janvier 1925, en février 1925 la Coupe Jean Potin, où, après avoir éliminé l'équipe de France en demi-finale, elle perd contre les Étudiants canadiens de Paris.
En mai 1930, lors du premier championnat britannique, Sexton pousse les Lions à vaincre Glasgow 2 à 1 pour remporter la Coupe Patton. Après la séparation de l'Angleterre et de l'Écosse, les Lions sont sacrés champions d'Angleterre, en finissant la saison invaincus.
Quand les Lions de Londres deviennent les Lions de Wembley (en), il rejoint le Queen's Club qui remporte le tournoi de Saint-Moritz début janvier 1934.
En tant que résident britannique, Blaine Sexton participe au match de sélection de l'équipe de Grande-Bretagne pour les Jeux olympiques le 30 novembre 1923 avec l'équipe "Rest of England" et marque trois buts,.
Il fait partie de l'équipe nationale de Grande-Bretagne qui remporte la médaille de bronze aux Jeux olympiques de 1924 à Chamonix. Sexton marque trois fois lors du premier match britannique, une victoire 19 à 3 contre la Belgique.
Il est le capitaine au championnat d'Europe en 1926 et marque huit des vingt-six buts britanniques et pousse son équipe jusqu'à la poule finale.
Il est aussi présent lors des Jeux olympiques de 1928 à Saint-Moritz et au championnat du monde en 1930 à Chamonix.
Il est l'un des derniers joueurs à utiliser les patins à lame en D ou automobile.
Après sa retraite, il se concentre sur son entreprise de conserverie.
En 1950, il entre dans le Temple de la renommée du hockey britannique.